# Kaskeluokt
Kaskeluokt (sydsamiska: Gaskeloekte) är en by 28 km väster om Storuman.  
På Storumansjöns västra sida ligger Kaskeluokt, med bebyggelse på två halvöar vilka omsluter Kaskeluoktsjön. Det var säkerligen tillgången till fiskevatten och jaktmarker som lockade nybyggarna till denna plats. Ända in på mitten av 1800-talet var nybyggarna skickligare fångstmän än bönder, därav anlades nybyggena ofta i närhet av sjöar och älvars stränder.
Enligt Karl XI fick landshövding Johan Graan skriftligen order att utfärda instruktioner hur man skulle utstaka och utmäta samt skattlägga befintliga ”åboskatteland” som var ockuperade på herrelöst land (res nurius*) inom Lappland.
År 1802 insynades två krononybyggen på Mårten Nilssons ”lappskatteland” Gaskeluokt och Kungliga Befallningshavaren (KB), d.v.s. landshövdingen i Umeå som då var tillståndsgivande och övervakande myndighet, beviljade nybyggarna Karl Natanaelsson och Filip Simonsson från Luspen 25 års skattefrihet för nybyggena på Kaskeluoktnäset. 
Året 1852 fanns det tre stamhemman, ett på östra halvön, ett längs väster på Kaskeluoktnäset och ett däremellan. Kaskeluokt började som enstaka nybyggen och blev by först under 1800-talets senare hälft då arvskiften och hemmansklyvningar spred ägandet och ökat antalet fastigheter.